# Ponte della Libertà
De Ponte della Libertà is een brug die het historisch centrum van Venetië en alle eilanden die daar deel van uitmaken verbindt met het vasteland. De boogbrug is de enige toegangsweg voor wegverkeer over de lagune van Venetië naar het centrum van de hoofdstad van Veneto.

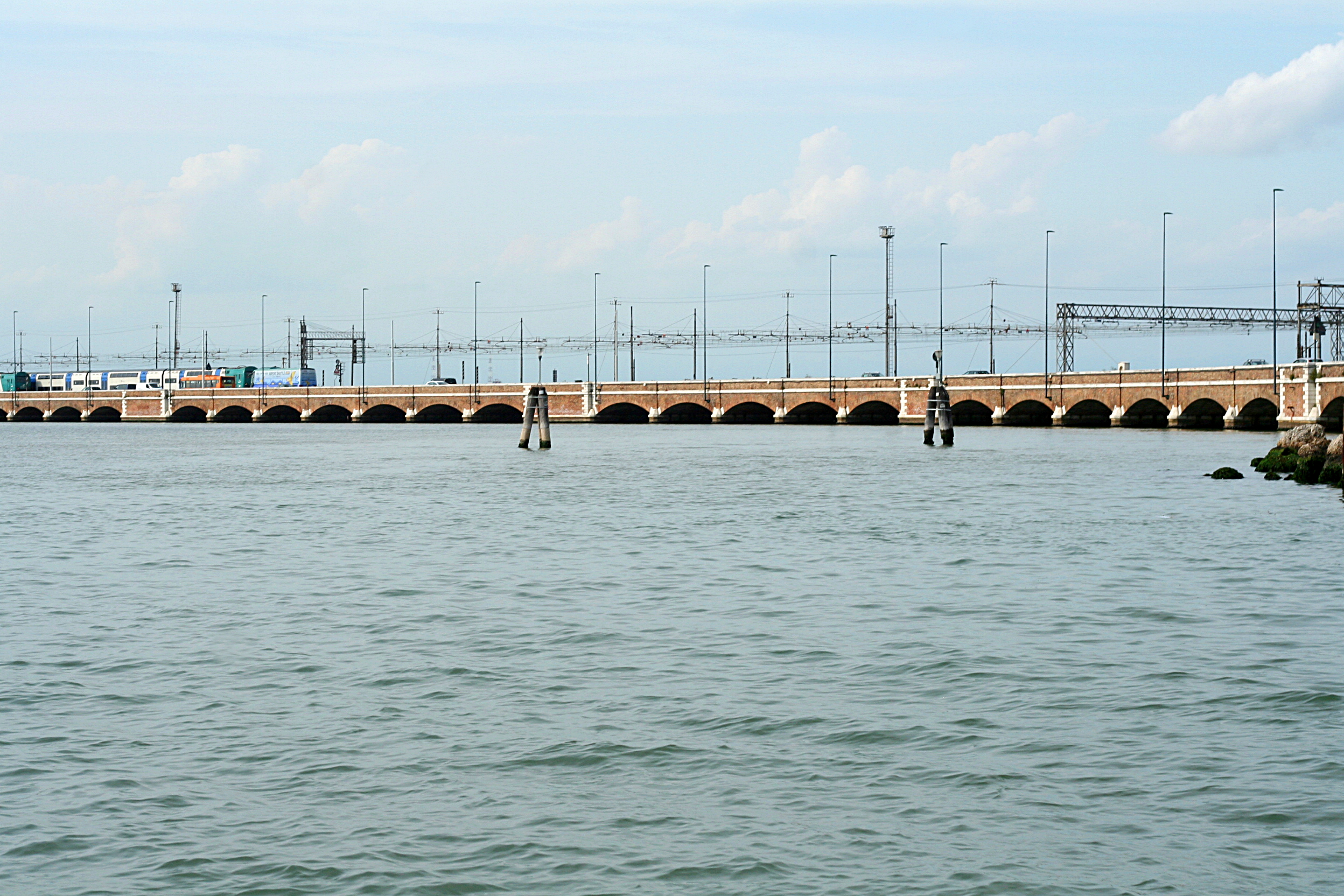
Zuidoostkant van Ponte della Liberta.

De brug werd ontworpen in 1931 door ingenieur Eugenio Miozzi en ingehuldigd door Benito Mussolini in 1933 als de Ponte Littorio. Na de Tweede Wereldoorlog kreeg de brug de huidige naam van Ponte della Libertà als herinnering aan het einde van de fascistische Italiaanse Sociale Republiek en de bezetting door de nazi's. De brug is het laatste stuk van de strada statale 11 Padana Superiore (SS11), is 3,85 km lang en heeft twee rijbanen met elke twee rijstroken, zonder pechstrook. De brug is gebouwd naast de oude Venetiaanse spoorwegbrug (Ponte Vecchio) die uit 1846 dateert en bestaat uit vier sporen, twee voor elke richting.